# ビリヤニ

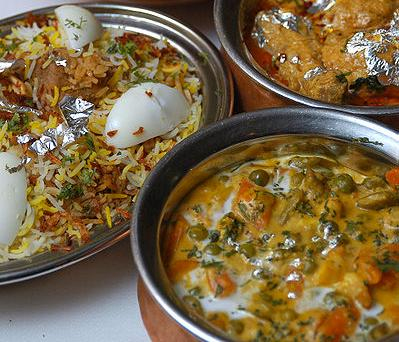
ハイダラバードビリヤニ。他のインド料理と共に。

ビリヤニ、ビルヤーニー（ヒンディー語: बिर्यानी　biryānī）は、インド亜大陸のムスリムにその起源を持つ混ぜご飯料理で、スパイスと米（通常はバスマティ米）、肉、魚、卵や野菜などから作る米料理である。店舗によってはブリヤーニ、ブリヤニなどと表記される場合もある。同じ米料理であるプラオ（ピラフ）とビリヤニとの違いは、プラオは生の米を炒めて魚介・野菜などの具材（生か軽く炒める程度）とスープと合わせて炊き込むのに対して、ビリヤニは原則として半茹でにした米と、別途調理された具材を合わせて炊き込む点にある（詳細は後述）。

## 名称および歴史
ヒンディー語の発音をカナにすると、ビルヤーニーが近い。欧米圏ではローマ字ではbiryaniまたはbiriani、berianiなどと書かれる。
ビリヤニの起源は本場パキスタンでも諸説があり、一説にはビリヤニ（Biryani）という名称はペルシア語でこの料理を指す"beriani"が転訛したとする説がある。ペルシャ帝国（現在のイラン）がイスラム教の普及とともに南アジアに侵略し、インドでムガル帝国時代に発展を遂げた食べ物だとされている説が有力。

## ビリヤニの製法

### 材料

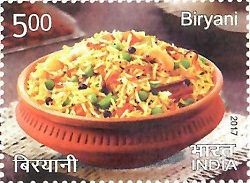
2017年のビリヤニのインドの切手

ビリヤニに一般的に使用されるスパイスや調味料はギー、ナツメグ、メース、クミン、コショウ、クローブ、カルダモン、シナモン、ローリエ、コリアンダー、ミント、ショウガ、タマネギ、そしてニンニクなどである。また高級スパイスであるサフランも使用されることがある。ノンベジビリヤニの場合にはこれらのスパイスと共に、牛肉や鶏肉、ヤギ、羊肉などの肉や魚もしくはエビなどの魚介類が用いられる。またビリヤニはそれ単独ではなく、ダヒチャツネやライタ、コルマ、酸味のある茄子カレーを初めとするカレー類、ゆで卵やサラダなどと一緒に供されることもある。

### ビリヤニの加熱法

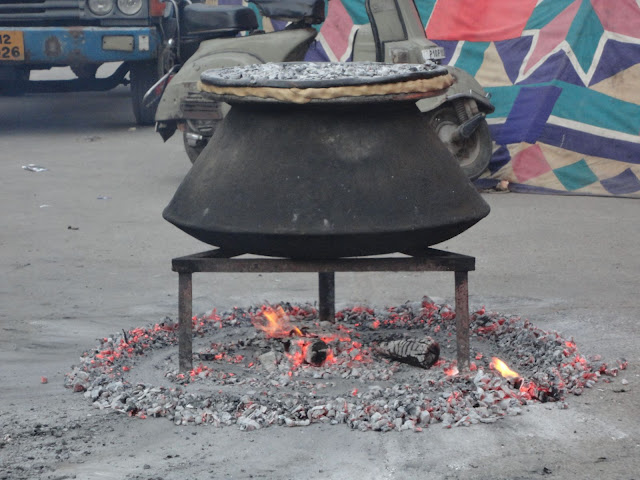
ダム調理の様子

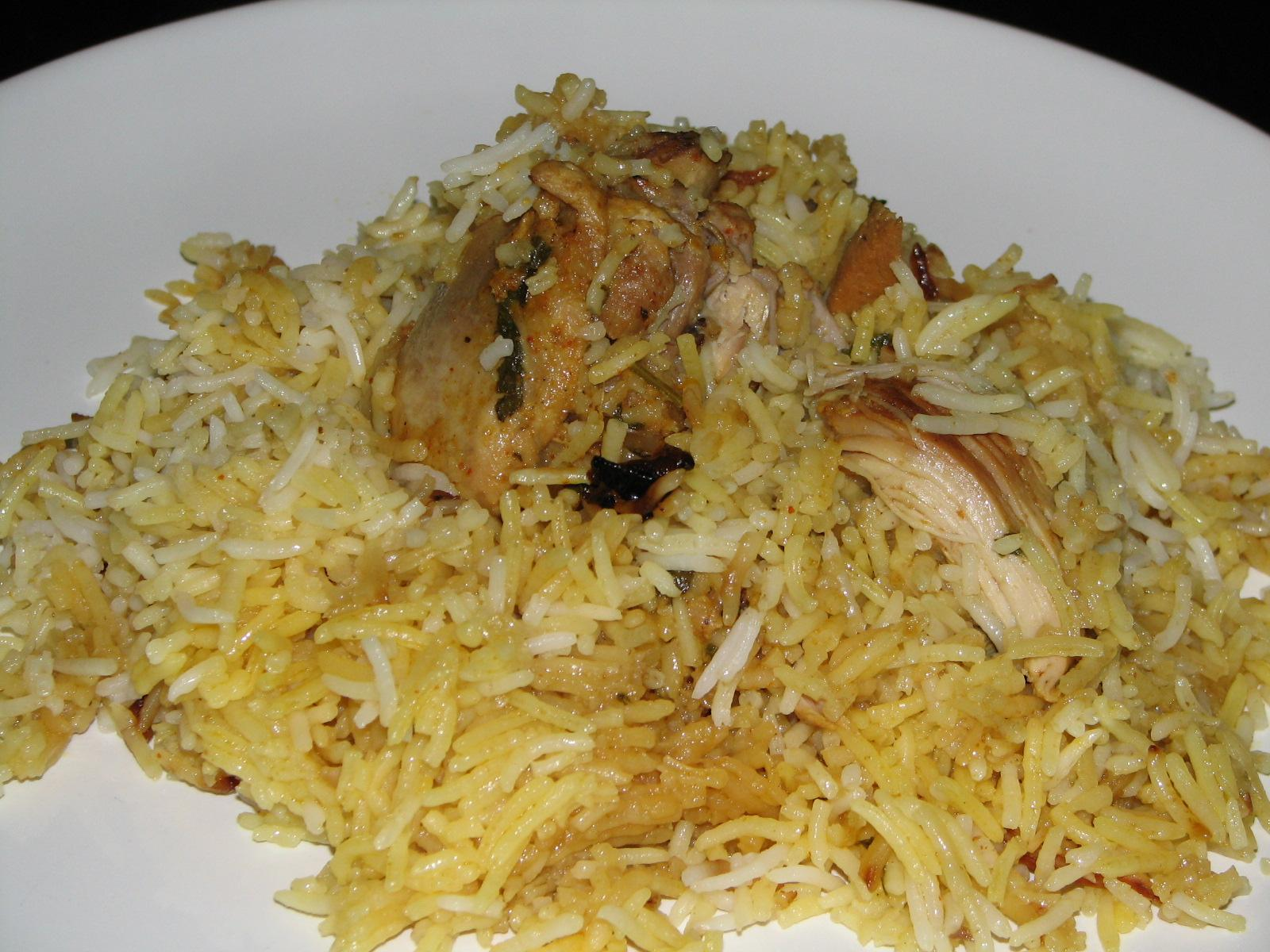
チキンダムビリヤニ

ビリヤニを作る際には、ダムと呼ばれる加熱法がとられる。これは、ハンディの一種である、特殊なビリヤニ鍋に材料を入れ密封した後、長時間弱火にかけて調理する方法である。なお通常ビリヤニにはこの製法が用いられるのではあるが、一部のレシピにはこの加熱法の名が明記される（チキンダムビリヤニなど）。

### ビリヤニの調理法

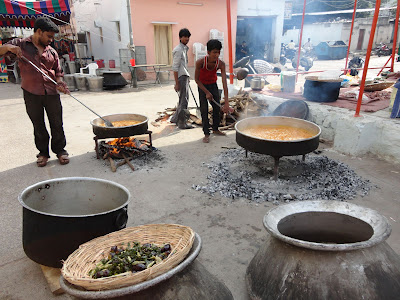
ハイダラバードでの家庭におけるビリヤニ調理の様子

ビリヤニの主な調理法にはパッキを使う方法、カッチを使う方法、生米を使う方法の3つの調理方法がある。

#### パッキ
パッキは調理されたという意味のヒンドゥスターニー語である。これは、この種のビリヤニではダム調理の前にグレービーが加熱調理されるためである。まず初めに肉などからなるグレービーを作り、米を半分ほど茹で、グレービーと米を交互に層にして炊き込む。肉を使わず野菜と米、スパイスだけのベジタリアン向けもある。ほとんどのビリヤニがこれにあたる。ハイデラバードを除くほとんどの地域では、カッチビリヤニが知られていないため”パッキビリヤニ”とは呼ばれない。

#### カッチ
カッチは”生の”という意味のヒンドゥスターニー語である。カッチビリヤニ（Kacchi Biryani）は"マリネされた生肉"を意味する"Kacchi Yeqni"とも表記される。ビリヤニで有名な都市ハイデラバード特有のビリヤニである。作り方は、生肉とヨーグルトとスパイスをマリネしたものを一晩寝かせて鍋底に敷き、その上に半茹での米の層を重ねることで調理される。ジャガイモが米の下に加えられることもある。加熱時には材料から出る蒸気だけで調理が行われるように、通常は出来上がるまで鍋は密閉される（一般的には小麦粉を使った生地を用いる）。カッチビリヤニを調理する上での極意は、米を調理し過ぎることなく肉が柔らかくなるまでしっかりと火を通すことである。また盛りつけの際に鍋の上下の層から米と肉を適量合わせて取って来ることもシェフの腕の見せ所である。ゆで卵やサラダと一緒に添えられることも多い。ただし、ベンガル地方でカッチビリヤニというと"生米のビリヤニ"（"Kacchi Chawal ki Biryani"）を指すので注意が必要である。

#### 生米
プラオと同じように生米から炊くレシピである。プラオと異なる点は、スパイスの量が多い、炊きあがった米の色が白以外などで区別される。ラホール、タミル・ナードゥ州のビリヤニがこれにあたる。ベンガル地方ではこれがカッチビリヤニと呼ばれる。

## 各地域におけるビリヤニ

### 南アジアにおけるビリヤニ

#### ラクナウ（アワディ）ビリヤニ
都市ラクナウとビリヤニは共生関係といっても過言ではない程の深い関係にある。ラクナウ（ムガル帝国期の旧称はアワディ）ビリヤニはムガル帝国のムスリム達が北インドを席巻した際の置き土産である。ラクナウはムガル宮廷文化の広がりを背景として、ダム調理など現在のレシピにつながるビリヤニの調理法の基礎が確立された場所である。また代表的なビリヤニの調理法のひとつである、プッカはラクナウに起源をもち、アワディビリヤニはプッカビリヤニの別名として通用している。

#### ハイダラバードビリヤニ
ノンベジのハイダラバードビリヤニはインド全土で食べられており、インド料理に不可欠な存在となっている。ムガル帝国時代のハイダラバード領主の厨房では、魚、ウズラ、エビ、シカ、ウサギなどの材料を使った49種類のビリヤニが作られていた。ハイダラバードのビリヤニで一番有名なのは"カッチビリヤニ"と呼ばれるもので、マリネされた肉と米を一緒に蒸し焼きにすることで作られる。北インドでは、様々な種類のプラオが伝統的な料理として作られていたので、最近までビリヤニはあまり知られていなかった。

#### カルカッタビリヤニ
インドで3番目に有名なカルカッタビリヤニは、ラクナウビリヤニから発展を遂げたもので、最後のアワド太守であるワジド・アリ・シャが1856年にカルカッタ近郊のメティアブリに追放された時に持ち込まれた。食に対してうるさかった彼は、追放される際に専属シェフを連れて行ったからである。その後、ビリヤニはより貧しい一般の家庭にも浸透したが、高価で手に入りにくい肉はジャガイモにとって代えられた。現在では、肉とジャガイモが入っていることがカルカッタビリヤニの特徴となっている。またカルカッタのビリヤニは他のビリヤニと比べて使用されるスパイスの量が控えめである点も特徴のひとつである。

#### モラダバディビリヤニ
このビリヤニはインド、ウッタル・プラデーシュ州のモラダバディにのみ存在し、別名「モラダバディヤクニビリヤニ」とも言われている。この名前は、ヤックニー（だし汁の意味）と呼ばれるスパイスで調理された肉がこのビリヤニに用いられることに由来する。デリーにも少し種類の違うスパイスや米を使った、良く似たビリヤニがある。デリーのものと比べたモラダバディビリヤニの特徴は、デリーでは一般的でないナツメグ、メース、バターチリ（現地ではピリミルチと呼ばれる）が使われることである。

#### バトゥカルビリヤニ

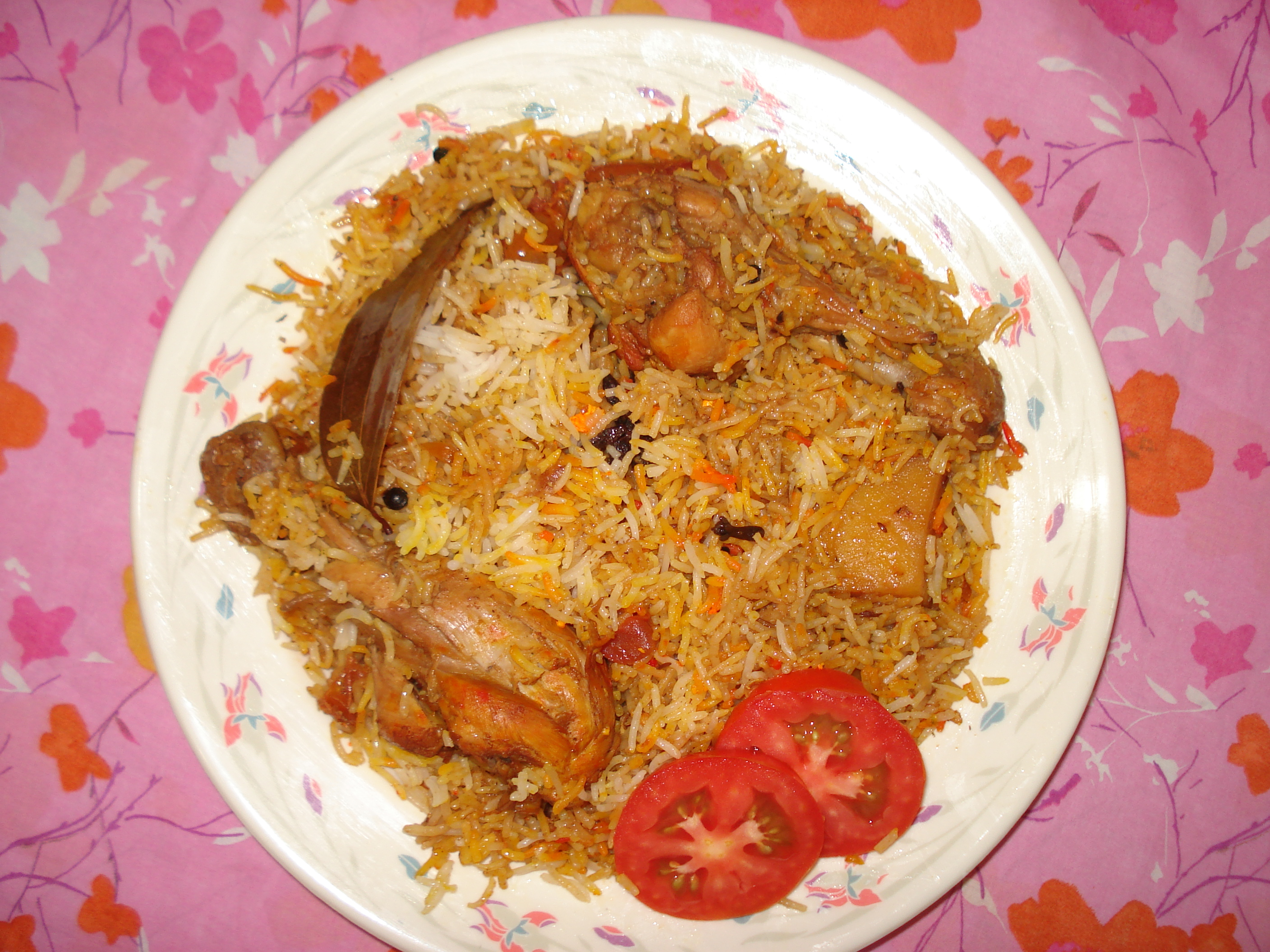
パキスタン風のボンベイビリヤニ

バトゥカルのノンベジビリヤニはカルナータカ州の沿岸地域で食べられている特徴的なビリヤニで、ナワヤット料理の中で重要な位置を占めている。バトゥカルビリヤニはボンベイビリヤニを独特の色彩と風味を加えることで改良したものである。バトゥカルビリヤニにはマトンや魚、鶏肉、牛肉そしてエビなど様々な食材がメインの材料として用いられる。またこのビリヤニには大量のタマネギが使用されることも他のインドビリヤニとの大きな違いとして挙げられる。バトゥカルビリヤニは、ビリヤニ鍋の底に入れた肉とタマネギをベースとするグレービーの上に米を厚く敷き詰めることで調理される。米と肉は供される直前に混ぜ合わせられる、またバトゥカルビリヤニ特有の香りは、現地で採れるカルダモン、クローブ、シナモンなどのスパイスによるものである。

#### タラッセリーもしくは、カヌールビリヤニ
タラッセリーもしくは、カヌールビリヤニには様々な種類があり、イスラム教徒によって伝えられた非常に人気のあるケララ料理である。この料理はケーララ州沿岸部、特にマラバー地方で有名である。主な材料には、牛肉、鶏肉、羊肉、または魚などが使用される。このビリヤニは、一般的に米をギーと混ぜあわせ豊かな風味を作り出すという点で、インドの他のビリヤニとは全く異なる。ナツメグ、カシュー、クローブ、シナモンなどの現地のスパイスを使う他、極少量のチリ（またはチリパウダー）が使用されるが、インドの他のビリヤニと比較すると、とてもまろやかなビリヤニである。このビリヤニは、マラバービリヤニとしても知られており、ケーララ州マラバー全域、コジコドゥ（カリカット）からカサルゴットで稀な薄味のビリヤニとして作られている。

#### ディンディグルビリヤニ
ディンディグルビリヤニは、インドのタミルナードゥのディンディグルあたりで、セーラガサンバという小粒の米と特別な具を使って作られる。

#### シンディービリヤニ

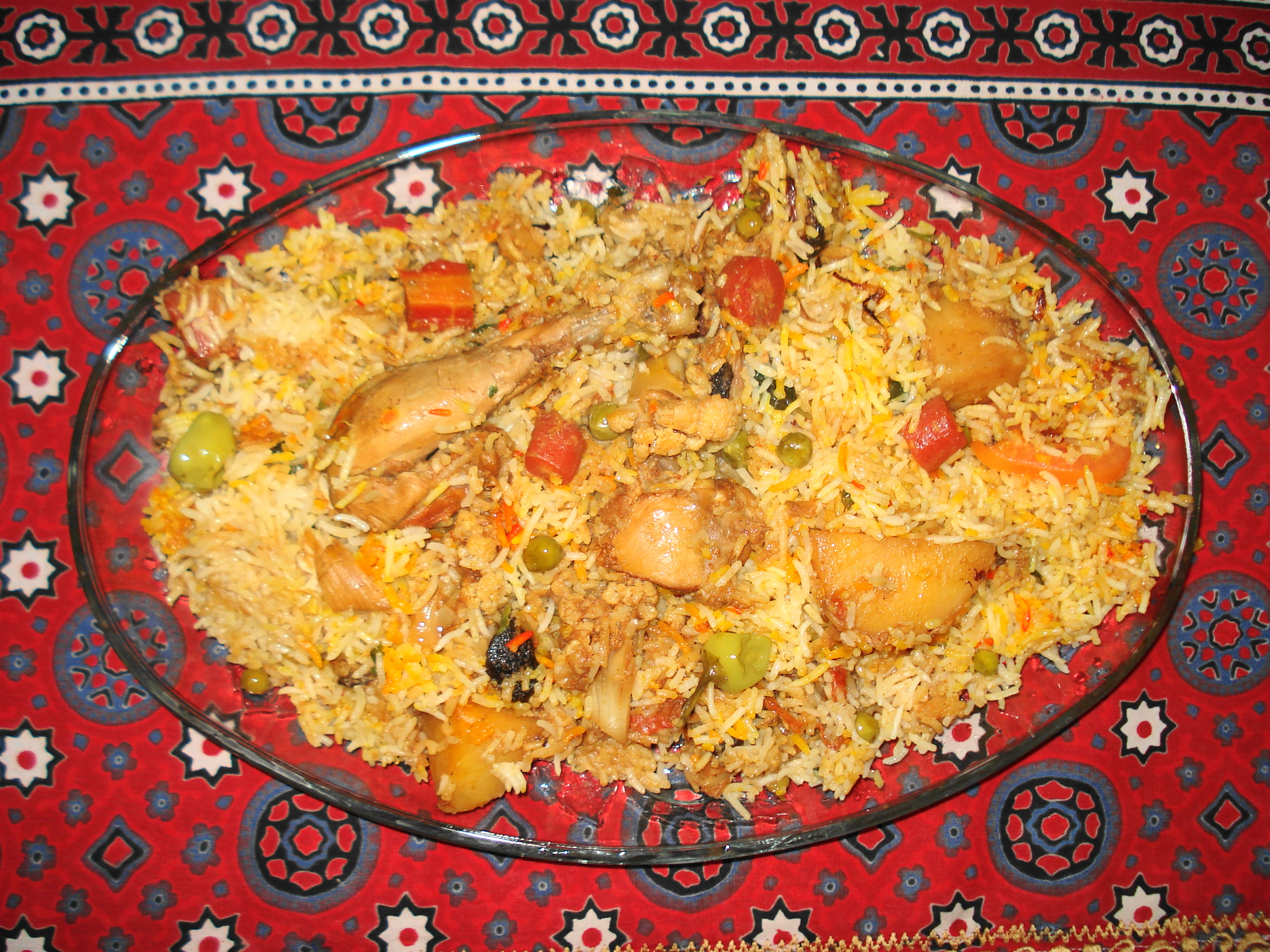
パキスタンのシンディービリヤニ

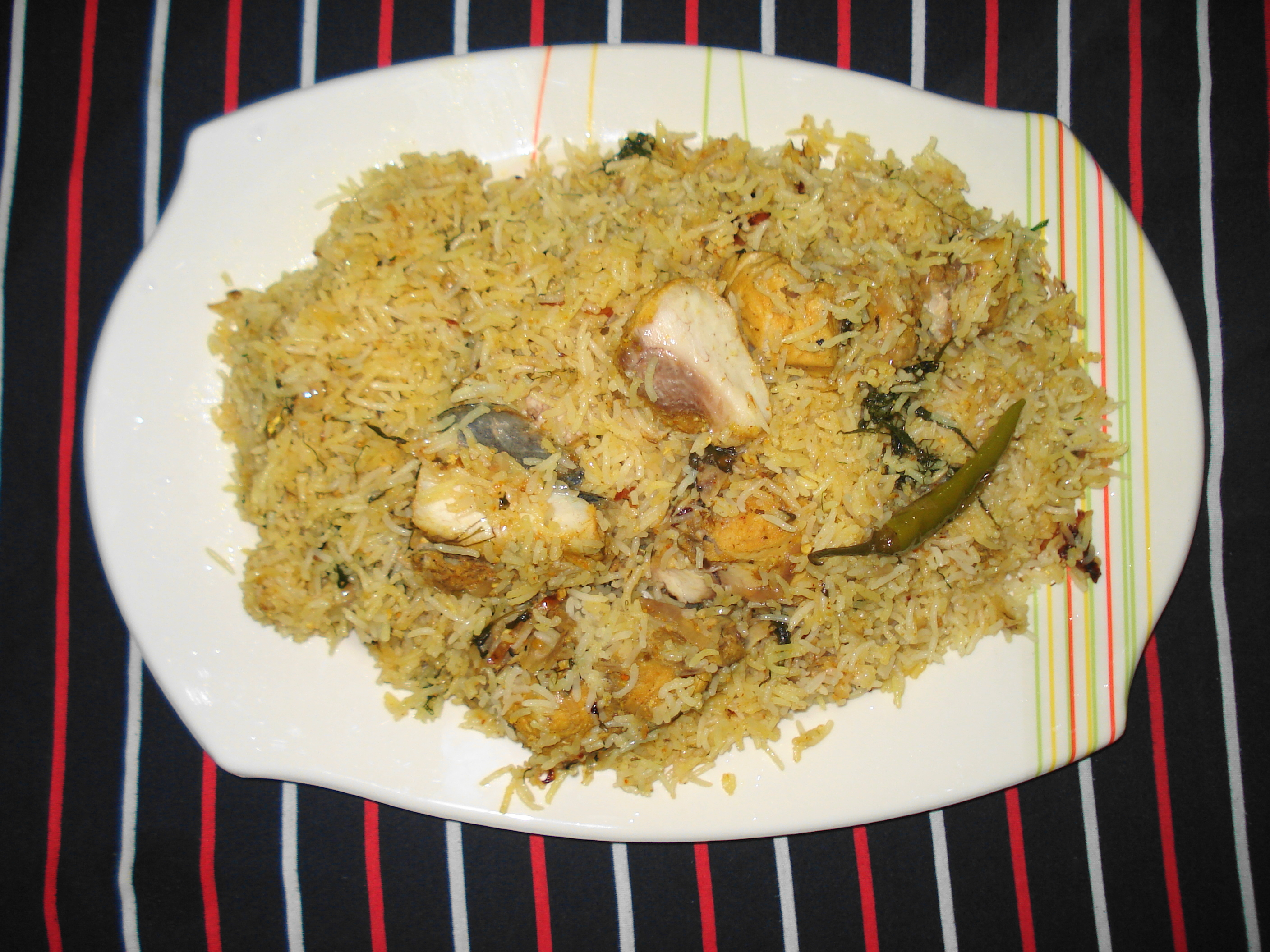
パキスタン風のフィッシュビリヤニ

シンディービリヤニはパキスタン料理のなかでとても人気のあるメニューであり、パキスタン全域はおろか世界中で食べられている。中でもパキスタンのカラチとインドのハイダラバードでは、この種類のビリヤニは非常に親しまれている。なおこれら2つの都市ではチキンビリヤニが特に好まれている。パキスタンには他の種類のビリヤニも存在するが、それらは主にシンディービリヤニをベースとしたものであり、ヨーグルトの使用などいくつかの共通点が見られる。またパキスタンにおける代表的な航空会社であるパキスタン国際航空は外国人旅行者をパキスタン料理でもてなすため、ほとんど全てのヨーロッパ方面の便でビリヤニを機内食に採用している。
パンジャブ地方とパキスタン北部には肉を含まないバージョンもあり、宗教的なタブーにかなっていることから非常に人気がある。スパイスの刺激を抑えるため、この料理にはヨーグルトや野菜が使われている。

#### メモニビリヤニ
メモニビリヤニはシンディビリヤニと非常に似ており、メモン族によって作られた。他のビリヤニと同じようにメモニビリヤニにも様々なバリエーションがあるものの、バンチャのメモン族のレシピが代表的なものとして知られている。メモニビリヤニは羊肉、ヨーグルト、フライドオニオン、ジャガイモ、トマトなどの材料で作られる。シンディビリヤニに比べるとトマト分量は控えめである。またメモニビリヤニは他のビリヤニと比べて着色が控えめであり、様々な種類の肉や米、野菜の持つ豊かな色彩をオレンジ色で損うことなく楽しむことができる。メモニビリヤニはパキスタンのカラチのものが特に有名である。

#### スリランカビリヤニ

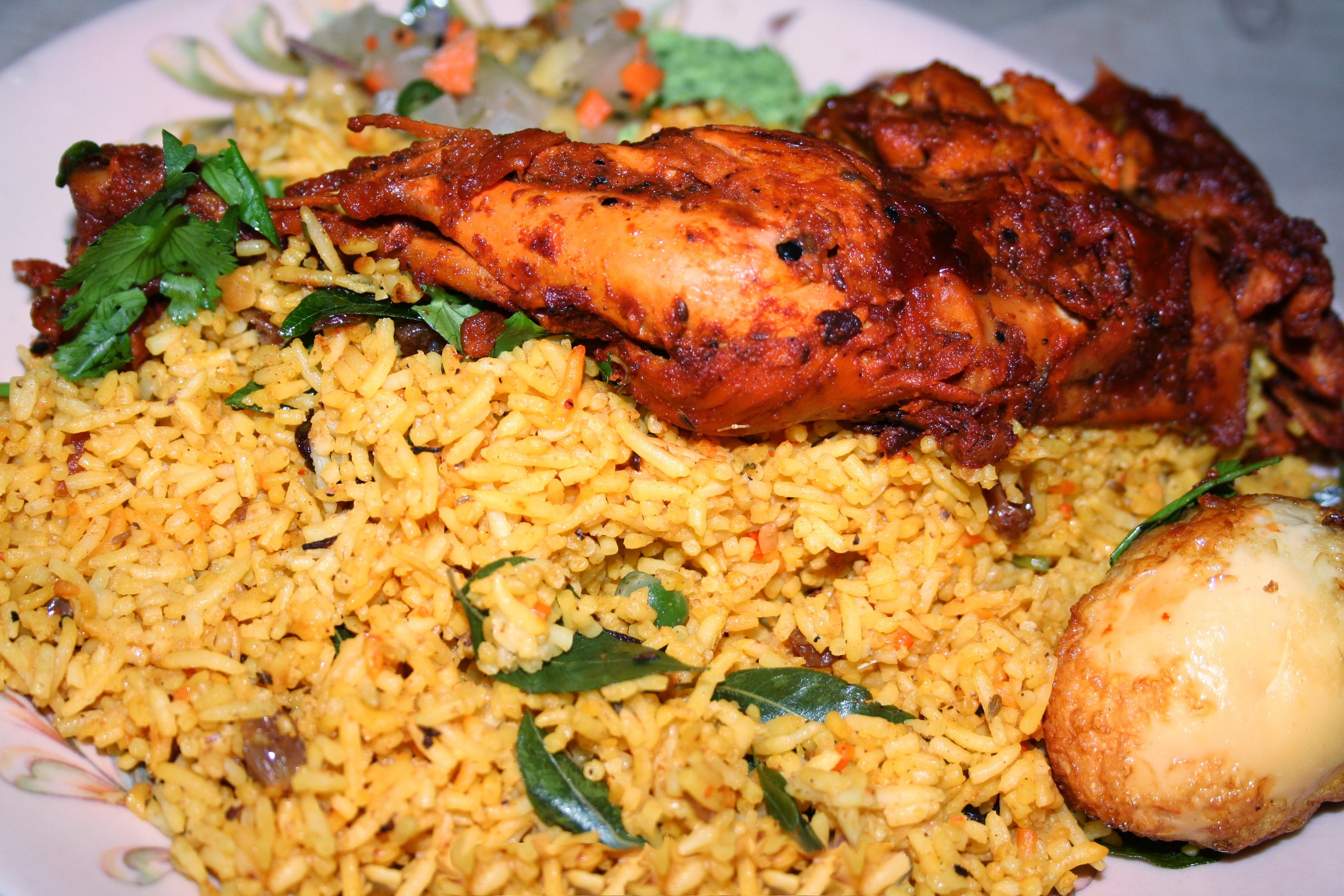
スリランカのチキンビリヤニ

スリランカにおいてビリヤニはムスリム達の間で最も人気のある料理であり、通常は鶏肉、牛肉そしてマトンなどが用いられる。また多くの場合、スリランカビリヤニはインドのビリヤニよりもスパイスの効いた味付けとなっている。なお付け合わせにはアチャールやマレー風の漬け物、カシューナッツのカレー、そしてミントのサンバルなどが好まれる。
更に米の代わりにホッパーが用いられるレシピも人気がある。こちらの料理にはスクランブルエッグや野菜の付け合わせが添えられることが多い。

#### タハリ

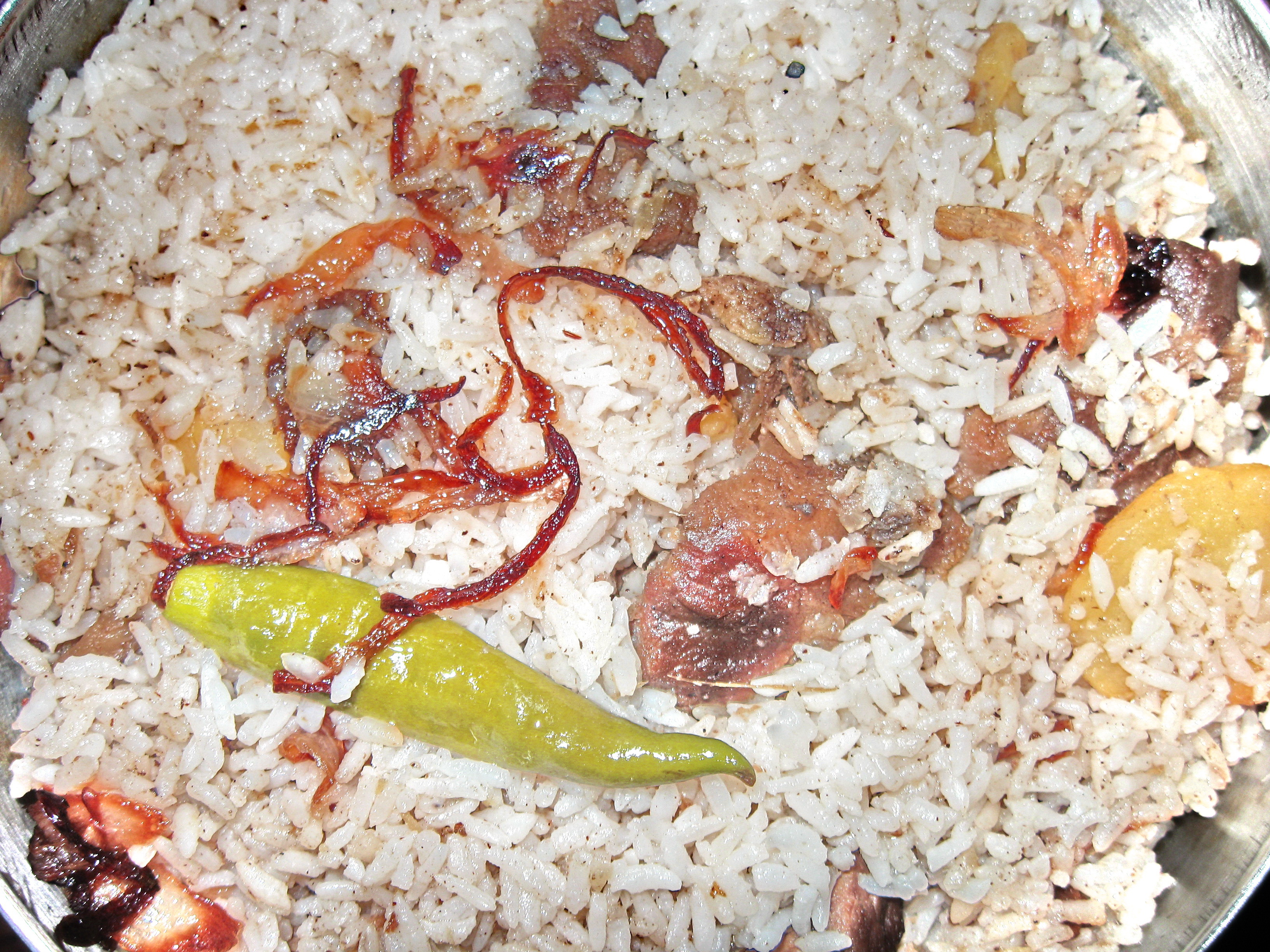
バングラデシュの家庭におけるビリヤニ

タハリ（またはテハリ）はベジタリアンバージョンのビリヤニの俗称であり、パキスタンやインドの家庭で人気が強い。一方バングラデシュでは、伝統的なビリヤニで肉に米を加えるのとは逆に米に肉（主に牛肉）を加えたビリヤニがタハリと呼ばれる。カシミールではタハリは道沿いの屋外で提供される。これは旅行者が空腹の場合、食べて空腹を満たせるようにしているためである。

### 東南アジアにおけるビリヤニ

#### ビルマビリヤニ

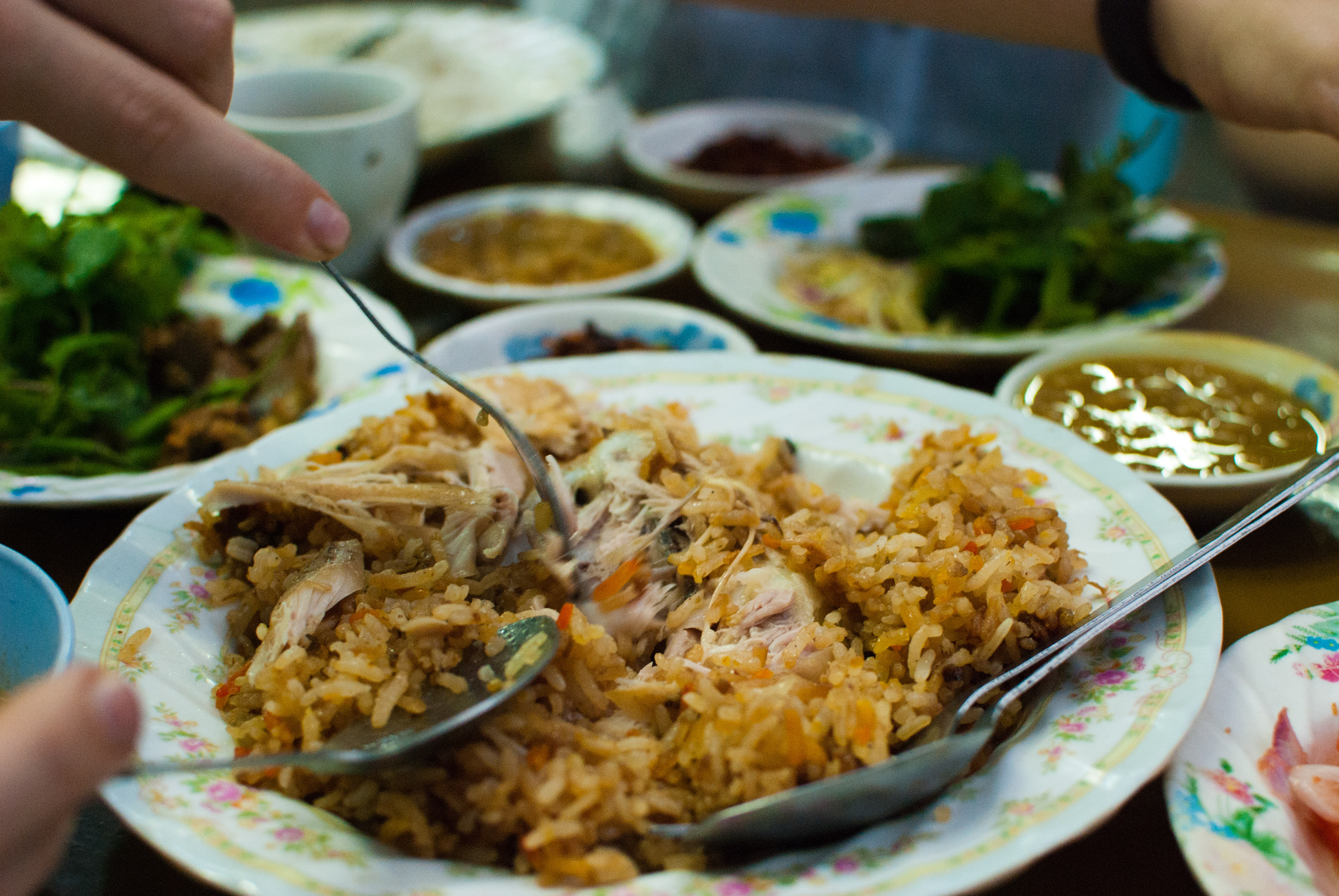
ミャンマーの都市ヤンゴンの有名ビリヤニ専門店"Kyet Shar Soon"での、(現地では"danpauk"と呼ばれる)ビルマビリヤニ

ミャンマーでも、ビリヤニ（ビルマ語で”ဒန်ပေါက်（ダンバウッ）”）は、同様に有名である。主な材料はカシューナッツ、ヨーグルト、レーズン、豆、鶏肉、クローブ、シナモン、サフラン、ベイリーフである。ビルマビリヤニでは、鶏肉は米と一緒に調理する。このビリヤニは、スライスオニオンときゅうりのサラダと一緒に食べるのが一般的である。ヤンゴンでは、幾つかのチェーンレストランが独占的にビリヤニを取り扱っている。また、しばしば宗教的な儀式、祭りや昼食会などでも食べられている。ミャンマーのビリヤニにはバスマティ米よりも国内原産の特別な米が使用されることが多い。

#### タイビリヤニ

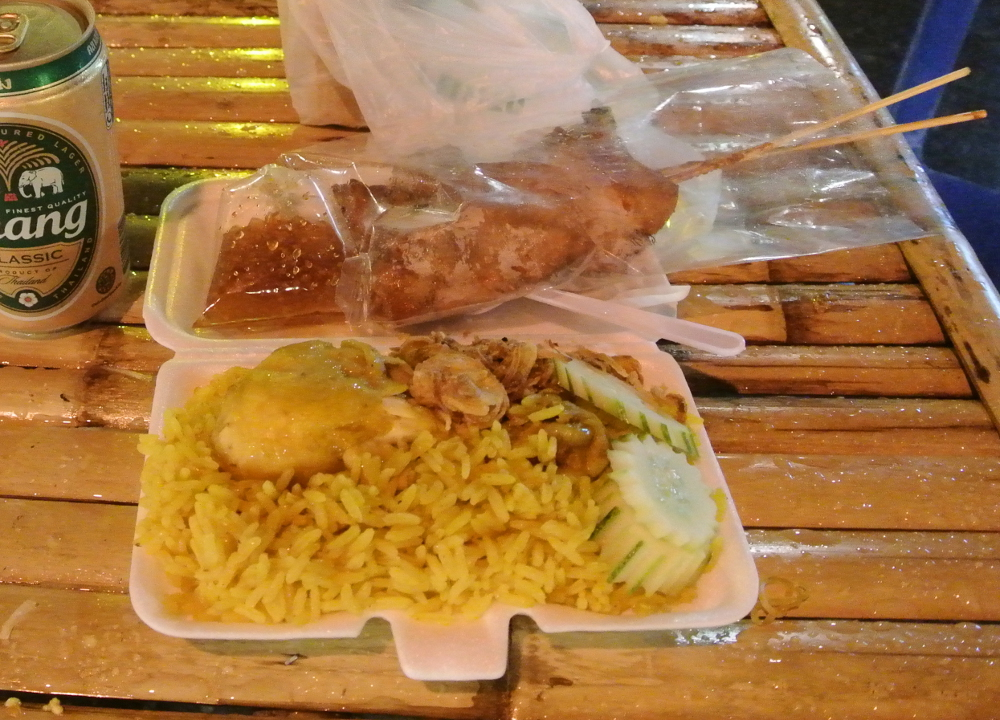
タイの「カオ・モック・ガイ」とサテ。南部商都ハジャイの屋台料理

タイでは、ビリヤニは”カオ・モック”としてムスリム達の手により大衆化され、タイ全土で有名である。鶏肉を使用したもの（カオ・モック・ガイ）が最も一般的であるが、イスラム教徒の間では、山羊バージョンも食されている。マッサマンカレーやサテと共に、ビリヤニも特筆すべきタイのイスラム料理のひとつに数えられる。またビリヤニはヘーナを指して用いられることもある。

#### マレーシアのナシビリヤニ
マレーシアとシンガポールではナシビリヤニ（"Nasi Beriani" もしくは "Nasi Beryani" 、 "Nasi Briani" 、 "Nasi Minyak"）などと呼ばれている。これはルンダンやバンドンと一緒に食べられることが多く、これは特にムスリムの結婚披露宴では一般的な組み合わせである。"Nasi Beriani Gam"と呼ばれる特別なナシビリヤニは非常に有名であり、マレーシア最南端のジョーホール州、中でも特にマウアとバドゥパハで好まれる料理である。

#### シンガポール

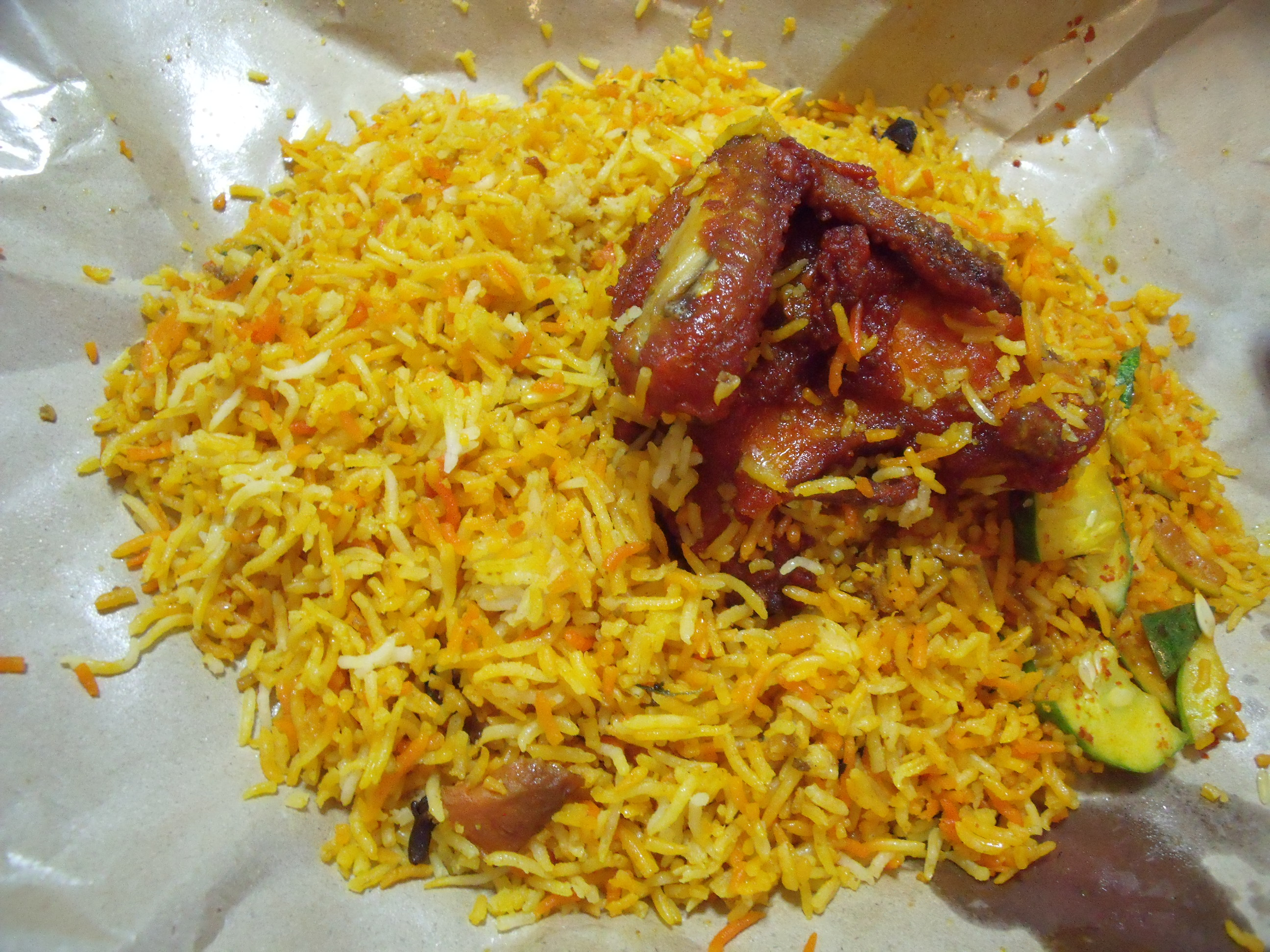
シンガポールのブキバトのナシビリヤニ

シンガポールでビリヤニは、マレー系住民からは"Nasi Briyani"と呼ばれ、インド系住民からはシンプルに"Briyani"と呼ばれる。この料理は地元住民、特にインド系とマレー系住民の間で非常に人気が高い。なおインドおよびマレー系の結婚披露宴の料理としても一般的である。またインド人街やアラブ人街には専門のレストランがあるほか、島全域のコーヒーショップのインド・ムスリム料理コーナーにおいても数種類のインドやマレースタイルのビリヤニを見かけることができる。最も一般的なタイプはチキン、マトンまたは魚を使ったもので、アチャール（きゅうり、たまねぎ、赤唐辛子、パイナップルのピクルス）やライタ、そして固ゆでの卵（南インドバージョンのみ）と共に食べられることが多い。また中にはアフガニスタンやイラン、そしてトルコ風のビリヤニを出すレストランもある。

#### フィリピン
フィリピン北部のルソン島パンパンガ州、南部のミンダナオのムスリム優勢地域やスールー諸島にもビリヤニがある。パンパンガ語の『ナシン ビリヤニ』は、マレー語の『ナシ ビリヤニ』と関係がある（カンパンパンガン料理を参照）。ミンダナオ島では、ビリヤニスタイルの米料理は、祝祭の大きな祝祭の際に並べられる。

#### インドネシアのナシケブリ
ナシケブリとは、インドネシアのスパイス、ヤギのスープ、ココナッツミルク、ギーを使った蒸しご飯の事で、インドネシアのアラブ系コミュニティー、ジャカルタのベタウィ人に好まれている。ナシケブリの起源は中東の食文化に遡り、特にイエメン系アラブとインド系の食文化からの影響が多くみられ、ビリヤニと何らかの関係があるか、そこから派生したものだと考えられている。

### 中東におけるビリヤニ

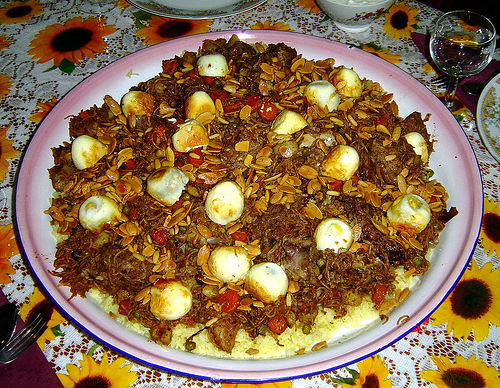
イラクのビリヤニ

ビリヤニは中東、特にイラクで人気がある。イラクビリヤニには通常サフランで香味付けされた米をベースとして、ラムもしくは好みの種類の鳥の肉が用いられる。香辛料の使い方に関して言えば、イラクビリヤニは東南アジアのものに比べてとても控えめな味付けとなっている。また時にはヴェルミチェッリが用いられたり、ミックスナッツやレーズンが散らされることもある。またイランにおけるビリヤニは、ビリヤニの伝播と発展の歴史を考えるうえで特に重要である。

#### イランビリヤニ
イランではサファヴィー朝時代に"Berian Polo"(ナスタアリーク体で: "بریان پلو")と呼ばれる料理が存在した。この料理にはヨーグルトやハーブ・スパイス類、ブドウやプルーン、ザクロなどのドライフルーツと共に一晩マリネされたラムや鶏肉などが使用され、加熱にはタンドールが用いられていた。そしてタンドールで調理された肉は蒸した米と共に一緒に食卓に並べられた。
現在でもいくつかの都市でこの料理は"dam pokht"もしくは"dam-pokhtak"という名で親しまれ、未だに原型に近い形を残している。これは"蒸して調理された"という意味のペルシア語であり、これはこの料理で重要な位置を占める蒸し米をさすものである。またこの"dam pokht"や"dam-pokhtak"という名称は"beriani"という名前と並んでイランでは頻繁に使用されている。更にミャンマーなどの南アジア各国では、この古いペルシア語に由来する"danpauk"という呼称が一般的に用いられている。
またエスファハーンというイランの中心的な都市では、煮込んだ後に細かく刻む等して調理されたマトンやラムを専用の丸くて浅いフライパンへ入れ、オーブンまたは直火により加熱することで"Berian"を調理する。出来上がった肉はシナモンパウダーを振りかけ、更に"nan-e taftoun"や時には"nan-e sangak"などのイランナンに挟んで食べるのが一般的である。

## 肉以外の材料によるビリヤニ
ノンベジビリヤニには多くの場合鶏肉や羊肉などが使用されるが、それ以外の材料もビリヤニの調理に用いられる。

### エビビリヤニ

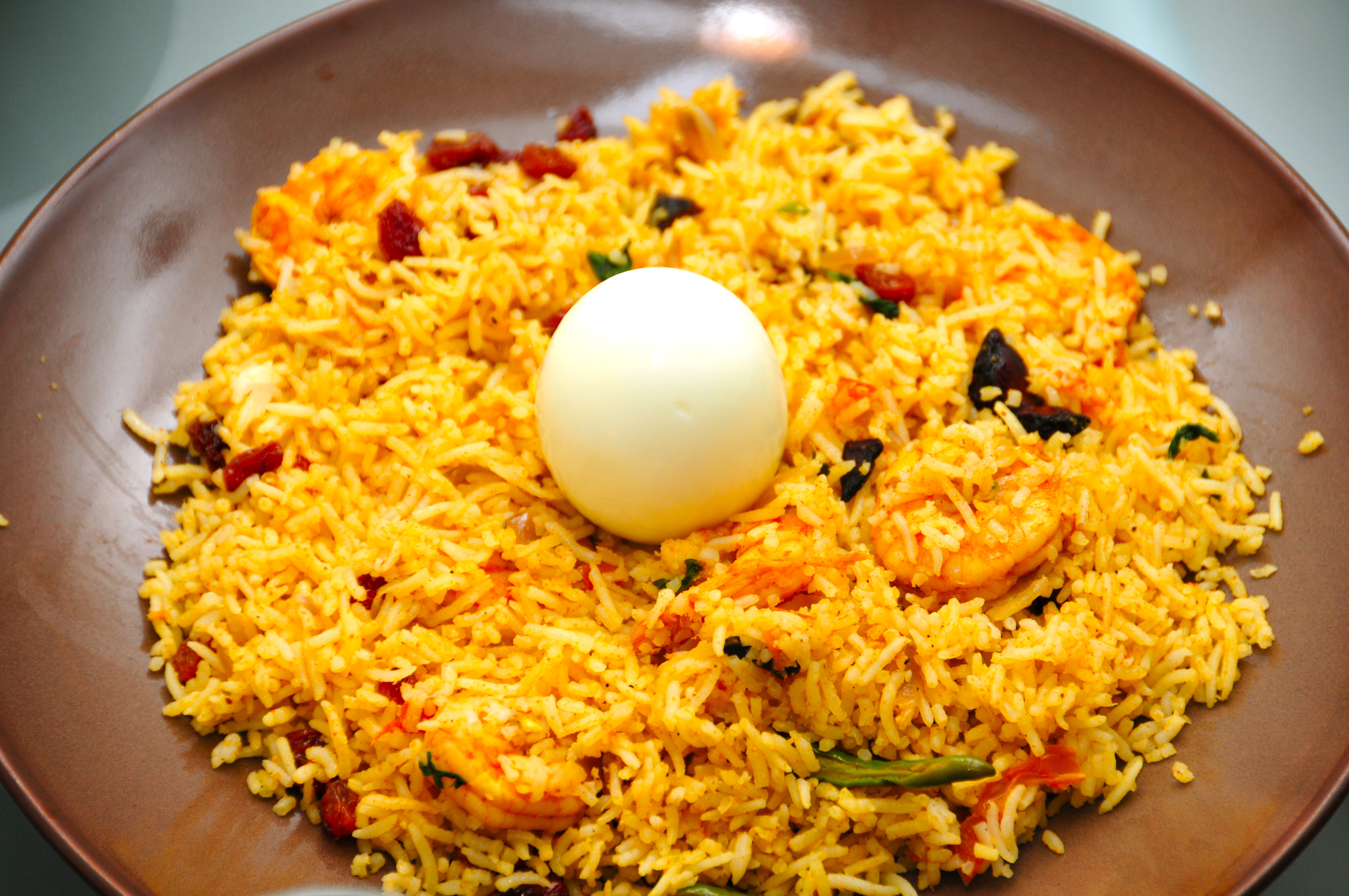
エビ ビリヤニ

このビリヤニはエビの柔らかく繊細な香りを引き出す。エビビリヤニは調理が早く、エビ以外の材料のように煩雑かつ長時間のマリネ処理をする必要がない。エビビリヤニは、たいていベイガン・マサレダールが添えられる。

### フィッシュビリヤニ
フィッシュビリヤニは、シンディービリヤニやエビビリヤニと同じスパイスを使うが、エビ、牛肉、マトンや鶏肉の代わりに種々の魚を用いる。ヨーロッパや北アメリカでは、サーモンビリヤニが人気である。また、イギリスではケジャリーとして知られている。

### ダールビリヤニ
ダールビリヤニとは、ベジタブルビリヤニの材料にダール（豆）を加えたものである。ダールを使うことで蛋白質が摂取でき、ベジタリアンに人気がある。

## その他

### ビリヤニの変種
- ブハリビリヤニ (マドラス)
- ハイデラバードビリヤニ - 前述のカッチ調理法もこれに含まれる。
- イスハファンビリヤニ
- キチュリ
- プリホラ

### 他、米料理
- アロス・コン・ポーヨ、 Arroz con gandules（英語版）、 Platillo Moros y Cristianos（英語版）、 Gallo pinto（英語版）、 Pabellón criollo（英語版）、 ライス・アンド・ビーンズ (南米)
- ビビンパ (韓国)
- 炒飯 (東アジア)
- ジャンバラヤ (ルイジアナ)
- ジョロフライス (西アフリカ)
- ホッピン・ジョン (アメリカ合衆国南部)
- カブサ (サウジアラビア)
- ケジャリー (英国)
- ナシゴレン (インドネシア)
- 海南鶏飯 (マレーシア、シンガポール)
- パエリア (スペイン)
- ピラフ/プラオ/ポロ/ポロウ (ギリシャ、バルカン、トルコ、イラン、中央アジア、南アジア、ウイグル)
- リゾット (イタリア)
- カオマンガイ（タイ）
- 炊き込みご飯 (日本)